# Matthias Tanzmann
Matthias Tanzmann (né en 1977 à Leipzig), est un DJ et producteur allemand de techno. Depuis 2000, l'artiste est directeur A&R et directeur créatif de son label discographique Moon Harbour Recordings.

## Biographie
Matthias Tanzmann étudie à l'université Bauhaus de Weimar. Depuis les années 1990, Matthias Tanzmann fait partie de la scène techno et des clubs. Dès 1997, il compte parmi les DJ résidents du club Distillery de Leipzig. Avec Daniel Scholz, il fonde en 1997 le projet Gamat 3000, qui publie entre autres sur le label Dessous Recordings de Steve Bug, Freude am Tanzen et le label Lo-Fi Stereo de Francfort. En été 1999, Feeling Love sort sur Freude am Tanzen et reçoit un accueil international.
Avec André Quaas, alors co-gérant de Distillery et cofondateur du guide des clubs 1000°, Tanzmann fonde en 2000 le label Moon Harbour Recordings. Depuis lors, le label compte plus de 200 EP, albums d'artistes et compilations dans les genres tech house et deep house. Des artistes comme CamelPhat, Dennis Cruz, Steve Bug, Butch, Black Circle, Robag Wruhme, Sven Tasnadi, Mathias Kaden, Marco Faraone, wAFF, Re.You ont publié sur le label. Depuis 2003, Tanzmann produit et publie à intervalles irréguliers divers singles et EP en collaboration avec Daniel Stefanik sous le nom de projet Tanzmann & Stefanik.
En 2006, Matthias Tanzmann fonde le label frère de Moon-Harbour, Cargo Edition, sur lequel des artistes comme Ekkohaus, Sven Tasnadi, Michael Melchner et Vera publient 24 EP de minimal house orienté techno. En 2007, Tanzmann devient DJ résident de la série d'événements Circoloco au club DC10 à Ibiza. En 2008 et 2011, le label de Tanzmann publie les compilations Circoloco DC10 Ibiza. Différents événements ont lieu dans le monde entier sous le nom de Circoloco, dont plusieurs avec Matthias Tanzmann. En 2008, le premier album solo de Matthias Tanzmann sort sous le nom de Restless.
En 2012, la compilation Fabric 65 sort, organisée et mixée par Matthias Tanzmann. La même année, la compilation Remixes 2002-2012, qui contient une sélection de ses remixes, est publiée sur Moon Harbour. En 2012, la formation Better Lost than Stupid est créée avec Martin Buttrich et Davide Squillace pendant le festival Electric Zoo à New York. En 2019, le trio sort son premier album Wild Slide sur Skint / BMG. En 2016, le deuxième album solo de Matthias Tanzmann sort sous le nom de Momentum et en 2019, Round and Round, son troisième album solo.
En plus de sa résidence au DC10, Tanzmann joue régulièrement dans d'autres clubs renommés de l'île comme le Pacha, l'Ushuaïa, le Hï, l'Amnesia et l'ancien Space. De plus, il a joué à plusieurs reprises dans des festivals importants comme Tomorrowland, Parookaville et Ultra,,.

## Discographie

### Albums studio
- 2001 : Gamat 3000 – All Seasons (Dessous Recordings)
- 2008 : Matthias Tanzmann – Restless (Moon Harbour Recordings)
- 2016 : Matthias Tanzmann – Momentum (Moon Harbour Recordings)
- 2019 : Better Lost Than Stupid - Wild Slide (Skint / BMG)
- 2020 : Matthias Tanzmann - Round and Round (Moon Harbour Recordings)

### Albums mix
- 2009 : Circoloco at DC10, Volume 10 (Moon Harbour Recordings)
- 2011 : Circoloco at DC10 Ibiza 2011, The Next Level - B2B (Moon Harbour Recordings)
- 2012 : Fabric 65 (compilation) (Fabric Records)

### Singles et EP
- 1998 : Gamat 3000 – Permanent Funk (Dessous Recordings)
- 1999 : Gamat 3000 – 30° Im Schatten (FM Recordings)
- 2000 : Gamat 3000 – Radio Moon (Moon Harbour Recordings)
- 2000 : Gamat 3000 – Sunglasses and Soda (Dessous Recordings)
- 2001 : Gamat 3000 – Whispering (Dessous Recordings)
- 2002 : Gamat 3000 – All Seasons Remixes Part 1 (Dessous Recordings)
- 2002 : Gamat 3000 – All Seasons Remixes Part 2 (Dessous Recordings)
- 2003 : Gamat 3000 – Feeling Love (Remixes) (Freude am Tanzen)
- 2000 : Matthias Tanzmann – Rose Garden (Moon Harbour Recordings)
- 2003 : Tanzmann & Stefanik – Them People (Moon Harbour Recordings)
- 2003 : Matthias Tanzmann – Those Nights (Moon Harbour Recordings)
- 2004 : Matthias Tanzmann – Anyway (Moon Harbour Recordings)
- 2005 : Tanzmann & Stefanik – The Call (Dessous Recordings)
- 2005 : Tanzmann & Stefanik – Like Shrubbery? (Moon Harbour Recordings)
- 2005 : Marc Romboy vs. Matthias Tanzmann – Who Got The Beats? (Giant Wheel)
- 2005 : Bug & Tanzmann – Tanzbug E.P. (Poker Flat Recordings)
- 2006 : Tanzmann & Stefanik – Basic Needs (Moon Harbour Recordings)
- 2006 : Bug & Tanzmann – Shick’n Shock (Poker Flat Recordings)
- 2006 : Matthias Tanzmann – Bulldozer (Moon Harbour Recordings)
- 2007 : Matthias Tanzmann – Rugby (Moon Harbour Recordings)
- 2007 : Matthias Tanzmann – Nip Slip EP (Moon Harbour Recordings)
- 2008 : Matthias Tanzmann – Restless Remixes N°1 (Moon Harbour Recordings)
- 2008 : Matthias Tanzmann – Restless Remixes N°2 (Moon Harbour Recordings)
- 2009 : Matthias Tanzmann – Chano EP (Moon Harbour Recordings)
- 2009 : Matthias Tanzmann – Left Behind (Moon Harbour Recordings)
- 2009 : Matthias Tanzmann – My 808 Gently Weeps (Moon Harbour Recordings)
- 2010 : Matthias Tanzmann – Sling Shot (Moon Harbour Recordings)
- 2011 : Matthias Tanzmann – Operations (Cargo Edition)
- 2012 : Matthias Tanzmann – Konoa (Moon Harbour Recordings)
- 2013 : Matthias Tanzmann – Tilt EP (Moon Harbour Recordings)
- 2013 : Matthias Tanzmann – Around (Moon Harbour Recordings)
- 2014 : Matthias Tanzmann – Reframed EP (Moon Harbour Recordings)
- 2015 : Matthias Tanzmann – Revisited EP (Moon Harbour Recordings)
- 2015 : Matthias Tanzmann – Boxing Day (Kaoz Theory)
- 2015 : Matthias Tanzmann – No Sleep EP (Saved Records)
- 2015 : Matthias Tanzmann – Blue Laces (Moon Harbour Recordings)

### Remixes
- 2000 : DJ Gabor – Summertime (Matthias Tanzmann 26 Grad Remix) (Freude am Tanzen)
- 2002 : Freestyle Man – Gotta Need (Matthias Tanzmann Remix) (Moodmusic Records)
- 2003 : Dapayk & Eva Padberg – D.eva (Matthias Tanzmann Remix) (Mo’s Ferry Prod.)
- 2006 : Marlow feat. Delhia – Movin (Matthias Tanzmann Remix) (Moon Harbour Recordings)
- 2007 : Moby – Porcelain (Matthias Tanzmann Remix) (Mute Records)
- 2008 : Clé – Nomads (Matthias Tanzmann Remix) (Poker Flat Recordings)
- 2008 : Booka Shade – Sweet Lies (Matthias Tanzmann Remix) (Get Physical Music)
- 2010 : Alex Niggemann – Take Control (Matthias Tanzmann Remix) (Supernature Records)
- 2010 : Josh Wink – Airplane Electronique (Matthias Tanzmann Remix) (Ovum Recordings)
- 2010 : Dan Drastic – Behind A Green Door (Matthias Tanzmann Remix) (Luna Records)
- 2010 : Michael Melchner – Four to the Floor (Matthias Tanzmann Remix) (Cargo Edition)
- 2010 : Mathias Kaden – Roots (Matthias Tanzmann and Luna City Express Remix) (Vakant Records)
- 2011 : Adam Port - Basement feat. Daniel Wilde (Matthias Tanzmann Remix) (Moon Harbour Recordings)
- 2011 : Pete Tong – Wardance (Matthias Tanzmann Remix) (Toolroom Records)
- 2012 : Silicone Soul – Right On, Right On (Matthias Tanzmann Remix) (Soma Recordings)
- 2013 : Philip Baader, Re.You – Super Bell (Matthias Tanzmann Remix) (Moon Harbour Recordings)
- 2014 : Jesse Rose – Alone (Matthias Tanzmann Remix) (Play it Down Records)
- 2014 : Steve Bug – Lion on the Hunt (Matthias Tanzmann Remix) (Get Physical Music)
- 2014 : The Youngsters – Third Knive (Matthias Tanzmann Remix) (20/20 Vision Records)
- 2015 : Chris Wood, Meat – Playing What (Matthias Tanzmann Remix) (Moon Harbour Recordings)
- 2015 : CrossNineTroll - Something Strong (Matthias Tanzmann Remix) (Noon Records)